# Tadeusz Zwiedryński
Tadeusz Zwiedryński (ur. 1 lutego 1928 w Wilnie, zm. 1 lutego 2017 w Łodzi) – polski działacz podziemia antykomunistycznego, a następnie opozycji demokratycznej w okresie PRL.

## Życiorys
30 kwietnia 1945 został repatriowany wraz z matką z Wilna do Łodzi. Na przełomie lat 1946–1947 był członkiem działającej na terenie Łodzi podziemnej organizacji antykomunistycznej Konspiracyjna Armia Krajowa, w ramach której był redaktorem i kolporterem pisma „Kresowiak”. W marcu 1950 został aresztowany przez funkcjonariuszy Wojewódzkiego Urzędu Bezpieczeństwa Publicznego i poddany brutalnemu śledztwu. 2 maja 1950 został skazany na 5 lat więzienia wyrokiem Wojskowego Sądu Rejonowego w Łodzi. Po zwolnieniu na mocy amnestii, odbywał w latach 1951–1953 służbę w karnej jednostce wojskowej (12 Batalion Budowlany).
W latach 1953–1957 pracował w Centrali Handlowej Ceramika w Łodzi, zaś w latach 1958–1969 w Zjednoczeniu Gospodarki Komunalnej. W 1970 ukończył Studium Ekonomii Przedsiębiorstwa w Łodzi i podjął pracę w Miejskim Przedsiębiorstwie Komunikacyjnym w Łodzi, gdzie pracował do 1986. W dniach 26–31 sierpnia 1980 był uczestnikiem strajku w MPK. Od listopada 1980 działał w Solidarności; był między innymi  przewodniczącym Komitetu Założycielskiego Komisji Wydziałowej w MPK oraz wiceprzewodniczącym Komitetu Zakładowego. Był także członkiem Zarządu Regionu Ziemia Łódzka "Solidarności" oraz jednym z współzałożycieli Komitetu Obrony Więzionych za Przekonania (KOWzaP) w Łodzi. W latach 1988–1989 piastował funkcję rzecznika prasowego Ruchu Kontroli Wyborów Ziemia Łódzka. Od 1989 był członkiem prezydium, a następnie przewodniczącym Wojewódzkiego Komitetu Obywatelskiego w Łodzi. Od 1994 piastował funkcję prezes Oddziału Łódzkiego Związku Więźniów Politycznych Okresu Stalinowskiego.

## Odznaczenia
- Krzyż Oficerski Orderu Odrodzenia Polski (2005)[1],
- Krzyż Kawalerski Orderu Odrodzenia Polski (1990)[1],
- Złoty Medal „Za zasługi dla obronności kraju” (2006)[1],
- Złoty Medal „Opiekun Miejsc Pamięci Narodowej” (2007)[1]